# Кошелево (Владимирская область)
Кошелево — деревня в Киржачском районе Владимирской области России, входит в состав Кипревского сельского поселения. 

## География
Деревня расположена в 32 км на юг от центра поселения деревни Кипрево и в 20 км на юго-восток от райцентра города Киржач.

## История
В XIX — начале XX века деревня входила в состав Овчининской волости Покровского уезда и относилась к Андреевскому приходу
По данным на 1860 год деревня принадлежала Надежде Сергеевне Пашковой (Долгоруковой), дочери Долгорукова Сергея Николаевича.
C 1926 года — в составе Александровского уезда. 
С 1929 года деревня входила в состав Лакибровского сельсовета Киржачского района, с 1940 года — в составе Новоселовского сельсовета, с 1959 года — в составе Лукьянцевского сельсовета, с 1969 года — в составе Новоселовского сельсовета, с 2005 года — в составе Кипревского сельского поселения.

## Население
По данным на 1857 год: 34 двора, жителей мужского пола 166, женского 186.

В 1859 году — 53 двора.

В 1905 году — 73 двора

В 1926 году — 74 двора.
| 1859 | 1905 | 1926 | 2002 | 2010 | 2021 |
| ---- | ---- | ---- | ---- | ---- | ---- |
| 319  | ↗382 | ↘313 | ↘0   | ↗1   | →1   |